# Надашди, Тамаш
Та́маш На́дашди (венг. Nádasdy Tamás; 1498[…], Эгервар, Зала — 2 июня 1562, Эгервар, Зала) — влиятельный венгерский вельможа и палатин. Отец Ференца (II) Надашди, свёкор «Кровавой графини». Самый известный представитель рода Надашди. Барон (с 1553 года).
Выходец из знатного рода, Тамаш получил разностороннее образование и обучался в Грацском и Болонском университетах. Был секретарём короля Лайоша II; после его смерти содействовал избранию Фердинанда Австрийского королём Венгрии. Назначенный комендантом Офена, Надашди в 1529 году, после упорной защиты города, был взят в плен турками и перешёл на сторону Запольяи, но впоследствии снова примкнул к Фердинанду.
В начале 1530-х годов стал одним из видных покровителей Венгерской реформации. При его дворе нашёл убежище лидер реформатов Матьяш Деваи.
В 1536 году женился на Оршойе Канижай (нач. 1520-х — 1571) из древнего состоятельного рода. Супругов связывали нежные отношения. Тамаш взял образование своей жены в собственные руки и даже приглашал к ней учителей. Известно о благотворительной деятельности Тамаша и Оршойи. Во время разлуки они писали друг другу письма. Сохранилось одно из писем Тамаша к Оршойе, датированное 1537 годом, когда Тамаш был назначен баном Хорватии, Далмации и Славонии.